# Change (песня Ланы Дель Рей)
«Change» (с англ. — «Изменение») — песня американской певицы и автора песен Ланы Дель Рей из ее пятого студийного альбома Lust for Life. Песня была написана самой Дель Рей
и Риком Ноуэлсом и записана самой последней для альбома.

## История создания
Продюсер Рик Ноуэлс заявил, что «Change» был записан за день до того, как альбом должен был быть закончен и отправлен на лейбл. Они начали запись песни в 8:00 вечера и к 2:00 утра вся запись была закончена. С таким ограниченным временем, песня могла состоять только из вокала и фортепиано.
Отвечая на вопрос, о чем эта песня, в интервью шведскому журналу Bon, Дель Рей объяснила, что она написана о «чувстве, будто вы должны измениться на разных уровнях. Прежде всего, что-то должно измениться в мире, а потом у вас внутри». Четыре слова, которые составляют припев: «Честный, способный, красивый и стабильный» формируют образ той, кем она хочет стать.
26 декабря 2017 года Дель Рей поделилась пятью видеороликами в Instagram, которые были сняты ею во время записи «Change», где она записала демо-версию песни.

## Композиция и реакция критиков
«Change» исполняется обнаженным голосом и фортепианной балладой со скоростью примерно 85 ударов в минуту, он длится ровно 5 минут и 21 секунду, что делает его одним из самых длинных треков в альбоме.
Е. Р. Пулгар из PopCrush назвал песню «ее самой сильной и душераздирающей, поскольку она пытается быть честной, способной и красивой перед лицом нестабильности». Меган Гарви из Pitchfork назвала песню «самой потрясающей и тематически существенной» песней на альбоме вместе с «Get Free».

## Участники записи
- Lana Del Rey — вокал, автор, продюсер
- Рик Ноуэлс — автор, продюсер, фортепиано, меллотрон, челеста, бас
- Kирон Мензис — продюсер, сведение, инжинеринг, ударные, перкуссия, клавишные
- Адам Аян — мастеринг